# Номгон
Номгон (монг.: Номгон) — сомон аймаку Умнеговь, Монголія. Площа 19 тис. км², населення 3,1 тис. чол., здебільшого халха-монголи. Центр сомону селище Сангийн лежить за 700 км від Улан-Батора, за 110 км від міста Даланзадгад.

## Рельєф
Здебільшого степ, рівнина. Гори заввишки 1200—2200 м, багато впадин, близько 60 джерел.

## Клімат
Клімат різко континентальний. Щорічні опади 130 мм, середня температура січня −18°С, середня температура липня +29°С.

## Природа
Водяться лисиці, аргалі, дикі кози, зайці, борсуки.

## Корисні копалини
Є прояви будівельної сировини, кольорові метали.

## Соціальна сфера
Є школа, лікарня, сфера обслуговування.